# Adolfo França
Adolfo França ou Adolfo Elias França é um cantor, instrumentista e seresteiro de música popular brasileira. De suas obras, a mais conhecida é a música "Para os teus olhos", feita a partir do poema de mesmo nome de João Estevão Gomes da Silva.

## Obras
- Para os teus olhos